# كارلوس ساهاكيان
كارلوس ساهاكيان هو فنان تشكيلي وشاعر، ارغوايي فرنسي، ولد في أغسطس 3 سنة 1957 في مدينة مونتيفيديو في الأرغواي.

## سيرة شخصية

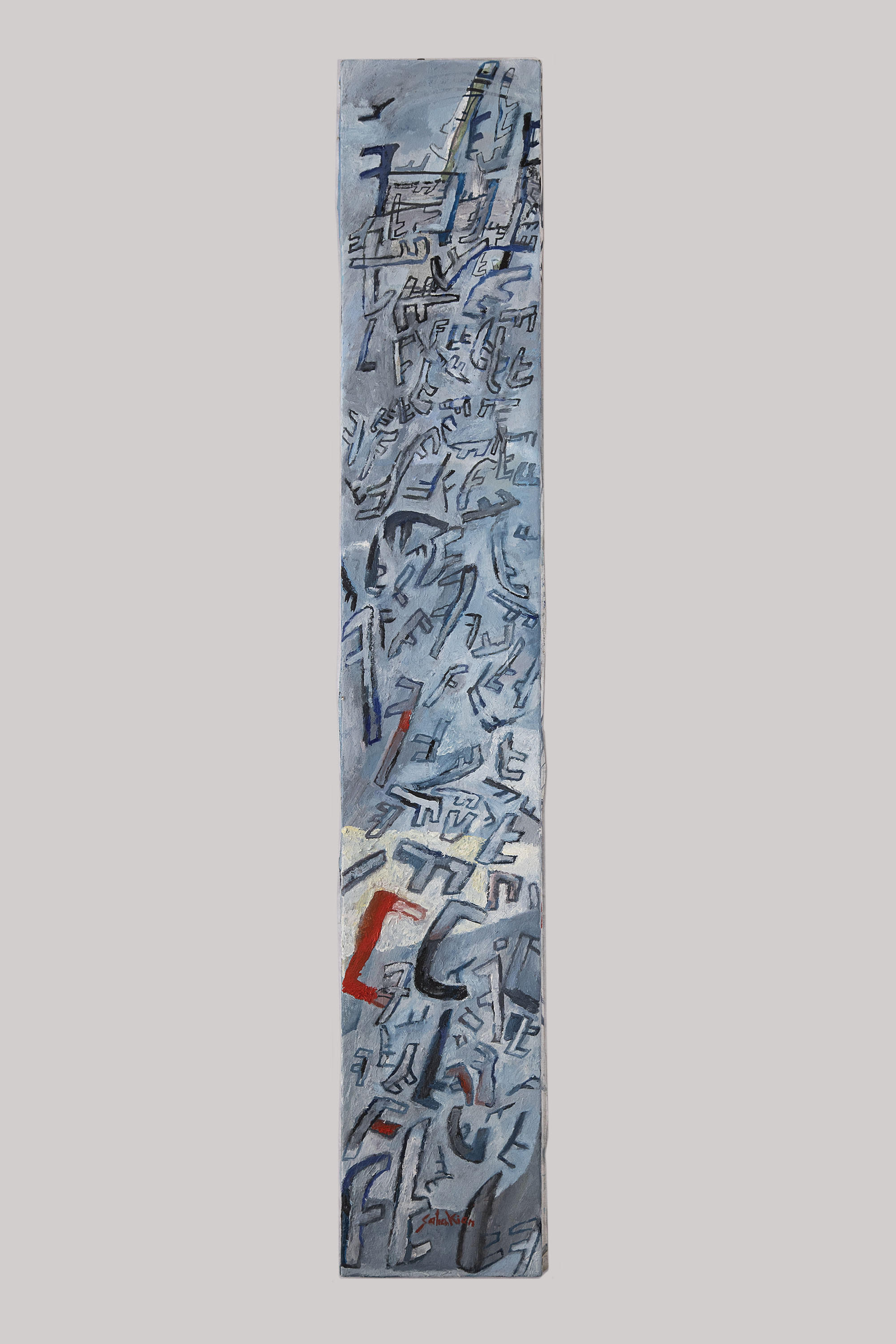
Arax luminoso y recuerdos ، لوحة زيتية (25 × 135 سم) ، Castelo de Vide ، 2019.

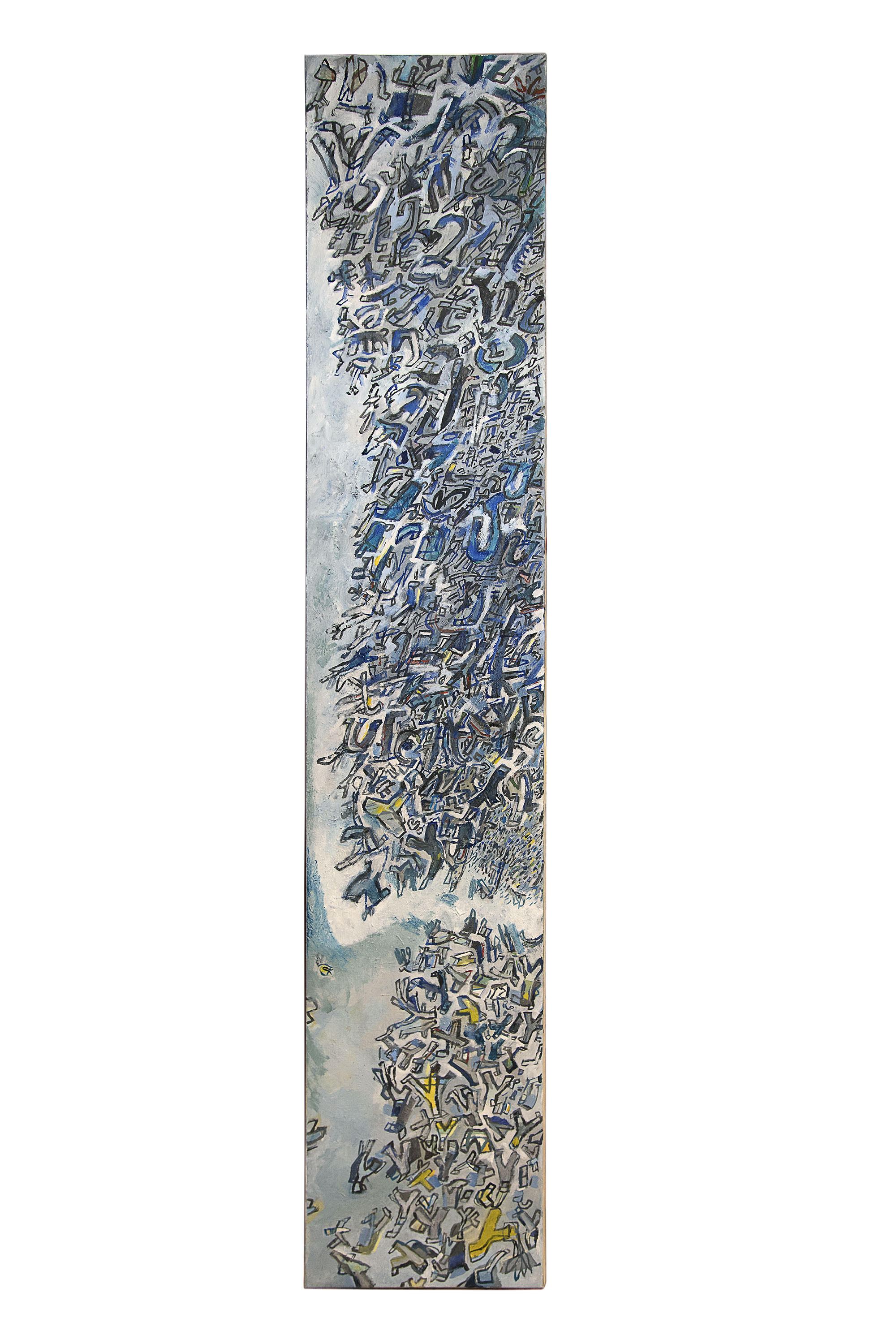
Un recuerdo de infancia by Mesrop Mashtots ، لوحة زيتية (17 × 137 سم) ، Castelo de Vide ، 2019.

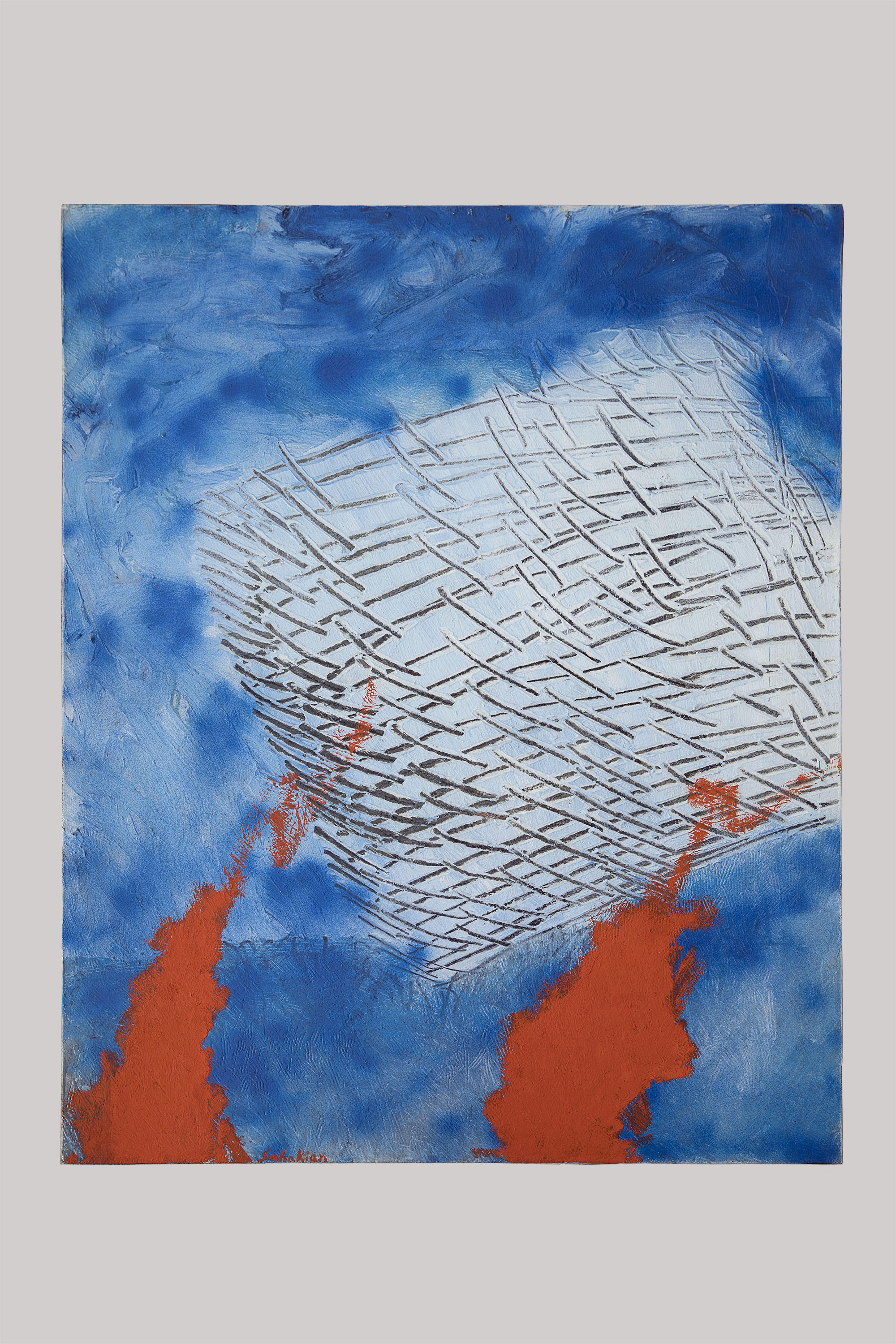
الأمبو والإسبكترو ، لوحة زيتية (90 × 120 سم) ، دوردان ، 2016.

بداء كارلوس ساهاكيان المولود عام 1957 في مونتيفيديو تدريبه الفني مع (اجينيكه) و (مونتيل) في ورشة تدعى (كونستركشون) في الارغواي
لاجئ سياسي في فرنسا منذ عام 1977 , تابع دراساته في تاريخ الفن في جامعة (فنسين) وانضم إلى مجموعة جراحي التجميل في منطقة لامريكا اللاتينيه في فرنسا.
شارك في العديد من المعارض الجماعيه في مصر، فرنسا، اسبانيا والارغواي على وجه الخصوص.
في بداية سنة 1990, اعترف معرضان شخصيان بلوحته في فرنسا والارغواي. المعرضان هما (Conches en Ouche)في فرنسا والأوروغواي (Alliance Française).
منذ بدايته استخدم كارلوس ساهاكيان الالوان الزيتيه بشكل اساسي في أعماله المرسومه في باريس في ثمانينيات وتسعينيات القرن الماضي، يلعب الفنان بالالوان والقوام لأعطاء لوحاته اجواء ضبابيه تشبه الحلم.
تشبه أعمال كارلوس ساهاكيان الأفكار المرئية الصاعدة  فهي تذكر أفضل إنجازات التجريد الغنائي وتشكل سلسلة متناسقة وفعالة من الهياكل المصقولة، من اقتراحات متعددة (أليس غال ).
في نفس الوقت نشر شعره في فرنسا والارغواي، في سنة 1988 حصلت مجموعتة الشعرية (كولور اومبريه) أول جائزه، في سباق الشعر الذي شارك فيه بعنوان  (يسقط الفصل العنصري).
وفقًا للشاعر وكاتب المقالات الأوروغواياني لويس برافو، فإن العمل الشعري لكارلوس ساهاكيان هو جزء من حركة الثقافة المضادة في أوروجواي.
منذ عام 2010 وبعد انقطاع دام 15 سنه عاد كارلوس ساهاكيان وبداء بفتح معرض صوره، نظم العديد من المعارض في أوروبا وأمريكا اللاتينيه، منهم كان في باريس سنة 2012 وفي لشبونه في عام 2019.

## التزام
تم الترحيب بكارلوس ساهاكيان في فرنسا كلاجئ سياسي بسبب الديكتاتورية العسكرية في أوروغواي، وهو فنان ضد الأنظمة الاستبدادية في أمريكا اللاتينية وضد الفصل العنصري ولصالح حقوق الأقليات. ينحدر كارلوس ساهاكيان من عائلة أرمنية نجت من الإبادة الجماعية التي ارتكبتها الإمبراطورية العثمانية، وانضم مؤخرًا إلى أرمينيا، ولا سيما خلال حرب 2020 في ناغورنو كاراباخ. في الواقع، حشد الفنان المجلس البلدي لـ «المنسك» البرتغالي، في كاستيلو دي فيدي، للتصويت على اقتراح دعم لأرمينيا وآرتساخ.
في الثمانينيات من القرن الماضي، ساهم كارلوس ساهاكيان، خلال زلزال عام 1988 الذي دمر عدة مدن في أرمينيا ، في جمع تبرعات مع فنانين من أمريكا اللاتينية من خلال تنظيم حفل خيري في مدرج السوربون الكبير «أمريكا اللاتينية لأرمينيا».

## المنشورات
- باريس في بوتيلا ، مونتي سيكستو (1986)
- بروناوس ، الكارب (1990)
- Alfajias de Montevideo ، Proyeccion (1992)
- لون هومبر ، INCLA (1988)